# Réka Pupp
Réka Pupp (Dunaújváros, 4 de julio de 1996), es una deportista húngara que compite en judo.
Ganó dos medallas de bronce en el Campeonato Europeo de Judo, en los años 2021 y 2024. Participó en los Juegos Olímpicos de Tokio 2020, ocupando el quinto lugar en la categoría de –52 kg.

## Palmarés internacional
| Campeonato Europeo | Campeonato Europeo | Campeonato Europeo | Campeonato Europeo |
| Año                | Lugar              | Medalla            | Categoría          |
| ------------------ | ------------------ | ------------------ | ------------------ |
| 2021               | Lisboa (Portugal)  | Medalla de bronce  | –52 kg             |
| 2024               | Zagreb (Croacia)   | Medalla de bronce  | –52 kg             |